# Ayu-mi-x III Non-Stop Mega Mix Version
ayu-mi-x III Non-Stop Mega Mix Version – druga wersja albumu remiksowego ayu-mi-x III Ayumi Hamasaki. Album został wydany 28 lutego 2001 roku w celu dalszego promowania trzeciego albumu studyjnego Duty piosenkarki. Znalazł się na 3. miejscu w rankingu Oricon. Sprzedano 314 040 kopii.

## Lista utworów

### CD 1
| #  | Tytuł                                       | Czas |
| -- | ------------------------------------------- | ---- |
| 1  | "starting over～"                           | 0:58 |
| 2  | "AUDIENCE" (Keith Litman's Radio Mix)       | 4:49 |
| 3  | "SEASONS" (MAIN MIX)                        | 2:25 |
| 4  | "Far away" (MAIN MIX)                       | 3:27 |
| 5  | "Duty" (Eric Kupper Big Room Mix)           | 3:14 |
| 6  | "AUDIENCE" (Calderone Club Mix)             | 3:08 |
| 7  | "SURREAL" (Thunderpuss Remix)               | 2:54 |
| 8  | "SURREAL" (Club 69 Remix)                   | 3:07 |
| 9  | "girlish" (Tablagen mix)                    | 3:43 |
| 10 | "SCAR" (Don't Cry mix)                      | 3:29 |
| 11 | "Key" (ARIWA Dub mix)                       | 3:11 |
| 12 | "End of the World" (Orb 'nigh laddy' remix) | 3:14 |
| 13 | "girlish" (Scanty Sandwich Mix)             | 3:09 |
| 14 | "SURREAL" (Sample MadnesS remix)            | 2:15 |
| 15 | "SEASONS" (BUMP & FLEX REMIX)               | 2:25 |
| 16 | "teddy bear" (Hybrid Remix)                 | 2:49 |
| 17 | "Duty" (Elephant Fish Mix)                  | 2:36 |
| 18 | "vogue" (Computerhell Vocal Mix)            | 2:27 |
| 19 | "AUDIENCE" (Jonathan Peters' Mix)           | 2:29 |
| 20 | "SEASONS" (Jonathan Peters' Mix)            | 3:49 |
| 21 | "Far away" (RANK 1 remix)                   | 4:27 |
| 22 | "SURREAL" (Dub's Floor Mix Transport 006)   | 6:32 |

### CD 2
| # | Tytuł                                     | Czas |
| - | ----------------------------------------- | ---- |
| 1 | "Far away" (RANK 1 remix)                 | 9:10 |
| 2 | "SURREAL" (Dub's Floor Mix Transport 006) | 8:09 |
| 3 | "SCAR" (Don't Cry mix)                    | 6:14 |
| 4 | "girlish" (Tablagen mix)                  | 6:46 |